# Ђумезлије
Ђумезлије су насељено мјесто у општини Језеро, Република Српска, БиХ. Према попису становништва из 2013. у насељу је живјело 66 становника.

## Становништво
| Демографија | Демографија | Демографија |
| Година      | Становника  | Становника  |
| ----------- | ----------- | ----------- |
| 1961.       | 124         |             |
| 1971.       | 144         |             |
| 1981.       | 90          |             |
| 1991.       | 92          |             |
| 2013.       | 66          |             |